# Feliz Navidad (canción)
Feliz Navidad es una canción escrita por el cantautor y músico puertorriqueño José Feliciano. Fue publicado en el año 1970 en el long-play José Feliciano, álbum que sería renombrado en el año 2022 por BMG como Feliz Navidad.  
Con su letra simple y sincera, el tradicional saludo español de Navidad/Año Nuevo "Feliz Navidad, próspero año y felicidad", seguido del texto en inglés "I wanna wish you a Merry Christmas from the bottom of my heart", se ha convertido en un clásico navideño y ha ganado popularidad en todo el mundo.

## Historia
En el año 1970 en medio de la producción del disco José Feliciano que luego se rebautizó como Feliz Navidad,  El disco, similar a otros publicados por artistas de aquella época, guardaba una diferencia. Tenía canciones en español y canciones instrumentales. su productor, Rick Jarrad le propuso escribir un villancico para la ocasión:

“Tendríamos que hacer un villancico original, ¿te animás a escribir uno?”. La propuesta lo tomó por sorpresa. “Le respondí que nunca lo había hecho, pero que lo iba a intentar”, le narró a Billboard. “Pensaba que iba a ser muy difícil competir con ‘White Christmas’ y ‘Rockin’ Around the Christmas Tree’”.
José Feliciano a la revista Billboard

Con respecto a como nació esta canción, el artista comenta que mientras estaba en las sesiones de grabación, recordó la mesa familiar con sus 11 hermanos, el lechón, los pasteles, el ron, todas herencias de las tradiciones puertorriqueñas. Años después en un comunicado de prensa de 2021 comenta:

«Cuando compuse la canción, estaba de gira sin parar y extrañaba a mi familia y las tradiciones navideñas de Puerto Rico.
Jose Feliciano
Comunicado de prensa

## La canción
6 palabras en español. 13 en inglés. A pesar de su simple estructura, el coro en español y el verso en inglés, se ha convertido en una popular canción navideña en los países que celebran aquel acontecimiento. De acuerdo a la Sociedad Americana de Compositores, Autores y Editores, Feliz Navidad ocupa la posición 15 en la lista de las 25 canciones navideñas más populares de Estados Unidos.
José Feliciano anunció, en noviembre de 2021, que en alianza con Amazon Latin Music la publicación de una nueva versión junto a 30 artistas entre los que destacan Gloria Gaynor, Jon Secada, Shaggy, Julio Iglesias y Michael Bolton. 
La canción ha ingresado varias veces al Hot 100 de Billboard. Según ABC en 2017 llegó a la duodécima posición, pero aclara que ha ingresado varias veces desde su publicación en 1970. El 2 de enero de 2021 llegó al #2 del Billboard Hot 100.
Para la Navidad de 2022, la canción original de 1970 registró poco más de 497 millones de reproducciones en la plataforma Spotify.

## Versiones / Interpretaciones
Varios artistas han versionado "Feliz Navidad", entre ellos están los siguientes: 
| - Andrea, Matteo y Virginia Bocelli - Boney M - Céline Dion - The Cheetah Girls - Jaci Velásquez - Michael Bublé - Los Tres Tenores - BoA - David Hasselhoff - David Crowder Band - The Wiggles - Iannis Eralos - Lindsey Stirling | * Ivan Lins - Raul Malo - Unspoken - Fangoria - Raphael - Los payasonicos - Kevin McHale (Glee) - Laura Pausini - Tarja Turunen - Gwen Stefani con Mon Laferte - Super Junior-K.R.Y (concierto en Japón) - Raffaella Carrá - GFriend - BTS - Shame - Francesc Picas con Israel Duran y Adrian Monziar |